# Генрих I Клеман
Генрих I Клеман (фр. Henri I Clément; 1170—1214) — французский офицер, маршал Франции по прозвищу «Маленький маршал» («Le petit Maréchal»), сеньор Меца и Аржантана.

## Биография
Генрих I Клеман унаследовал фамильные земли в Меце (Дордив) после смерти своего брата Альберика Клемана.
В 1191 году он стал маршалом Франции, а в июне 1204 года король Филипп II Август подарил ему замок Аржантан в Нормандии в качестве награды за его военные успехи.
Генрих Клеман был направлен во главе войска на помощь Гийому де Роше, сенешалю Анжера, которые покорял Аквитанию именем короля. Маршал разбил синьоров Молеона и Мортемера, разорявших города и села Пуату, верные Филиппу Августу. После этого к войску Клемана присоединился сам король, который инициировал осаду Пуатье. Лудён, Ньор, Фонтене, Мелье, а также Сентонж вскоре признали власть короля.
В 1214 году Клеман отличился в битве при Бувине. В том же году он воевал с англичанами в Пуату вместе с принцем Людовиком. Именно во время этой войны маршал умер от болезни в Анжере. Он был похоронен в аббатстве Тюрпене.
На витраже Шартрского собора представлена сцена вручения Святым Дионисием орифламмы Генриху Клеману.